# Abhjasa
Abhjasa – w filozofii jogi termin oznaczający praktykę jogi lub ćwiczenie jogiczne (w szerokim tego słowa znaczeniu).
W Jogasutrach Patańdźalego (I.12-I.16) termin ten rozważany jest wspólnie z terminem wajragja (dewanagari वैराग्य, trl. vairāgya). Według Patańdźaliego abhjasa wraz z wajragją „zatrzymują poruszenia umysłu”. Sama abhjasa jest zdefiniowana jako „nieprzerwany wysiłek do osiągnięcia stanu spokoju umysłu”, przy czym sutra zastrzega, że abhjasa daje efekty, gdy „jest kontynuowana nieprzerwanie przez dłuższy czas”.
Śri Anirwan definiuje abhjasę, jako dążenie do stanu, w którym osiągnięte zostaje stałe uciszenie świadomości.